# 模里西斯扁天竺鯛
模里西斯扁天竺鯛（學名：Neamia notula），為輻鰭魚綱鈎頭魚目天竺鯛科扁天竺鲷屬下的一個種，分布於西印度洋模里西斯海域，深度17至70公尺，本魚體呈橢圓形，體稍側扁，頭大、眼大、口大且斜裂，頜齒細小，鋤骨和腭骨通常具齒，舌上無齒，鰓蓋骨後緣棘不發達，體被弱櫛鱗，背鰭2個，尾鰭櫛形，體色橙紅色，眼睛紅色，鰓蓋有一鑲金邊的黑色眼斑，背鰭硬棘9枚、背鰭軟條9枚、臀鰭硬棘2枚、臀鰭軟條8枚，體長可達4.5公分，棲息礫石底質海域，夜間活動，屬肉食性，以浮游生物為食，繁殖期時，雄魚具有口孵習性，卵約7日化成仔魚，由雄魚吐出，具短暫的仔魚飄浮期，生活習性不明。